# ユールトゥイ駅
ユールトゥイ駅（ロシア語: Станция Юрты）は、ロシア連邦イルクーツク州ユールトゥイにある、ロシア鉄道（РЖД）の駅。シベリア鉄道上の駅であり、長距離列車が停車する。
当駅は東シベリア鉄道支社管轄であるが、当駅からクラスノヤルスク方面はクラスノヤルスク鉄道支社の管轄となり、当駅とノヴォニコライェフカ駅の間にある4487.2〜4487.3km地点がクラスノヤルスク鉄道支社と東シベリア鉄道支社の境界となっている。

## 隣の駅
ロシア鉄道
シベリア鉄道
1・2列車（ロシア号）
レショトゥィ駅 - ユールトゥイ駅 - タイシェト駅